# Paulaner
A Cervejaria Paulaner é uma das seis cervejarias de Munique na Alemanha, que fornece a bebida para a tradicional Oktoberfest da cidade.

## História
Seu nome tem raízes na Ordem dos Mínimos (Paulaner Orden, em alemão), uma ordem religiosa fundada por São Francisco de Paula na Neuhauser Straße em Munique no século XVI. O logotipo atual da Paulaner mostra a figura do santo. Os monges da Ordem dos Mínimos elaboravam sua própria cerveja desde 1634. A cerveja original da Paulaner, ofereciado durante os dias de festa, era uma Bockbier, variedade bastante forte de cerveja que conseguiu rapidamente uma certa notoriedade em Munique. 

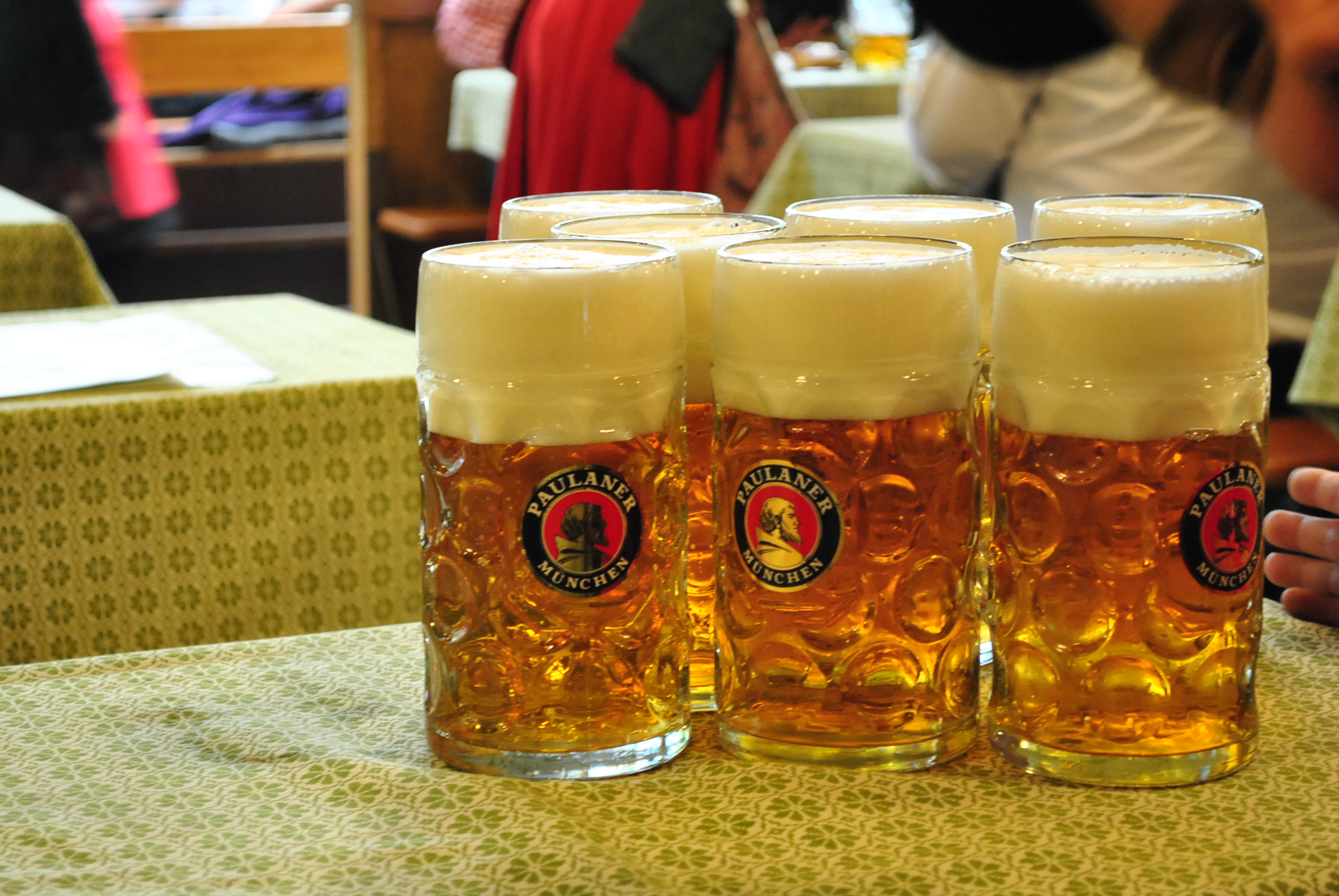
Canecas (Maß) de 1l de cerveja Paulaner Munich Helles

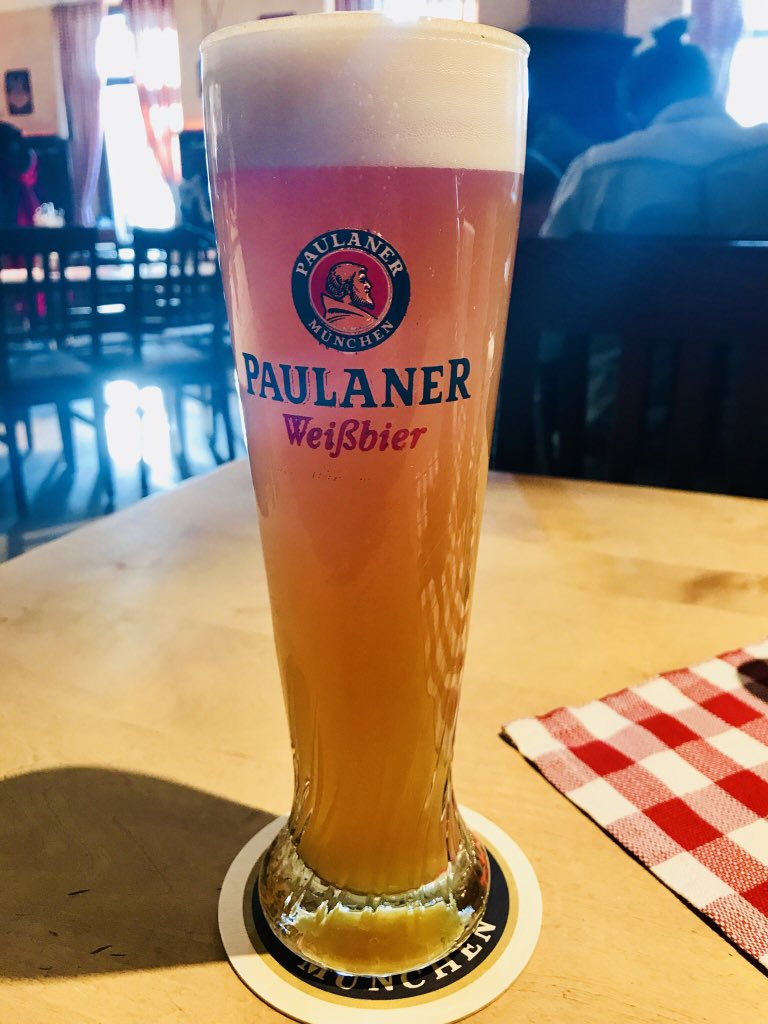
Copo de cerveja Paulaner Hefe-Weißbier

Em 1799 os edifícios do mosteiro foram transformada em prisão e sua cervejaria adquirida pelo mestre cervejeiro Franz Xaver Zacherl, quem, a partir de 1813, continuaria a tradição dos antigos monges elaborando uma Starkbier, nomeado Salvator. Em 1861 foi fundada o Salvatorkeller, que em 1928, se fundiria com a Gebrüder Thomas Bierbrauerei para formar a nova Paulaner Salvator Thomas Bräu. Em 1994 o nome da cervejaria foi transformado em Paulaner Brauerei AG, que cinco anos depois, em 1999, passaria a ser a atual Paulaner GmbH & Co. KG. 

## Participação empresarial
O Grupo Paulaner tem cervejarias em Rosenheim, Ratisbona e Miesbach. A Brau Holding International (BHI) mantem 50,1% do capital social. O restante, 49,9%, à holandesa Heineken. 

## Tipos de cerveja
Atualmente são comercializados os seguintes produtos:
| Nome                       | Tipo               |
| -------------------------- | ------------------ |
| Hefe-Weissbier Naturtrüb   | Weissbier          |
| Hefe-Weissbier Dunkel      | Dunkles Weissbier  |
| Weissbier Kristallklar     | Kristall Weissbier |
| Hefe-Weissbier Leicht      | Light Weissbier    |
| Hefe-Weissbier Alkoholfrei | Cerveja sem álcool |
| Original Münchner Hell     | Helles Lager       |
| Original Münchner Dunkel   | Dunkles Lager      |
| Original Münchner Urtyp    | Lager              |
| Original Münchner Märzen   | Märzen             |
| Münchner Hell Leicht       | Cerveja clara      |
| Münchner Hell Alkoholfrei  | Cerveja sem álcool |
| Münchner Diät Bier         | Cerveja clara      |
| Premium Pils               | Pilsener           |
| Weisses Gold               | Weissbier          |
| Helles Gold                | Helles Lager       |
| Salvator                   | Doppelbock         |
| Oktoberfest Bier           | Oktoberfest Beer   |